# Renato De Riva
Renato De Riva (ur. 7 maja 1937 w Alleghe, zm. 10 maja 1983 w Cortina d’Ampezzo) – włoski łyżwiarz szybki.
Jego pierwszymi międzynarodowymi zawodami były mistrzostwa Europy w 1958, na których zajął 31. miejsce. W 1959 był 28. na mistrzostwach świata i mistrzostwach Europy. W 1960 wystartował na igrzyskach olimpijskich, na których uplasował się na 39. pozycji na 500 metrów, 27. na 1500 m, 26. na 5000 m i 14. na 10 000 m, a także zajął 16. miejsce na mistrzostwach świata. W 1961 był 30. na mistrzostwach świata i 24. na mistrzostwach Europy. W 1962 uplasował się na 36. pozycji na MŚ i 34. na ME. W 1963 zajął 33. miejsce na MŚ i 26. na ME. W 1964 ponownie wystąpił na igrzyskach olimpijskich, na których był 21. na 1500 m, 14. na 5000 m i 18. na 10 000 m, a także uplasował się na 23. pozycji. W 1965 zajął 14. miejsce na MŚ i ME. W 1966 był 28. na MŚ i 21. na ME. W 1967 uplasował się na 21. pozycji na MŚ i 22. na ME. W 1968 wystąpił na igrzyskach olimpijskich, na których zajął 34. miejsce na 1500 m, 26. na 5000 m i 19. na 10 000 m, a także był 22. na mistrzostwach świata, po czym zakończył karierę.
29 razy ustanawiał rekordy Włoch na różnych dystansach. Wielokrotny złoty medalista mistrzostw kraju, reprezentant Włoch w meczach międzypaństwowych. Reprezentował klub SG Cortina Rex.
Rekordy życiowe:
- 500 m – 42,2 s ( Madonna di Campiglio, 20 stycznia 1968)
- 1000 m – 1:25,8 s ( Cortina d’Ampezzo, 17 stycznia 1968)
- 1500 m – 2:08,2 s ( Madonna di Campiglio, 20 stycznia 1968)
- 3000 m – 4:32,8 s ( Cortina d’Ampezzo, 16 stycznia 1968)
- 5000 m – 7:46,0 s ( Madonna di Campiglio, 20 stycznia 1968)
- 10 000 m – 16:05,4 s ( Madonna di Campiglio, 16 stycznia 1965)